# Mykhaïlo Verbytsky
Mykhaïlo Mykhaïlovytch Verbytsky (en ukrainien : Михайло Михайлович Вербицький) est un compositeur et prêtre gréco-catholique ukrainien né le 4 mars 1815 à Jawornik Ruski (Galicie) et mort le 7 décembre 1870 à Młyny (Galicie). Il est surtout connu pour avoir composé l'hymne national ukrainien.

## Biographie
Mykhailo Verbytsky naît le 4 mars 1815 à Jawornik Ruski.
Il étudie à l'école de musique de la cathédrale de Przemyśl avec A. Nanke et suit des cours privés avec F. Lorenz. En tant que compositeur de musique chorale, Verbytsky est influencé par la tradition des concertos pour chœur de Dmitri Bortnianski. Il compose de la musique pour la Divine Liturgie (1847) et de nombreuses hymnes. À la fin des années 1840, il commence à écrire de la musique pour des représentations théâtrales et achève la musique de scène de 18 pièces, opérettes et vaudevilles. Ses partitions sont formellement « peu sophistiquées, souvent strophiques et généralement dans le mode mineur ».
Verbytsky est aussi l'auteur de symphonies, dont plusieurs demeurent inachevées, d'ouvertures et de polonaises pour orchestre, ainsi que d’œuvres chorales sur des textes de Taras Chevtchenko (notamment Zapovit, « Testament », en 1868), Ivan Hushalevych, Youri Fedkovitch ou Markiian Shashkevych.
Il est surtout connu pour avoir composé l'hymne national ukrainien Chtche ne vmerla Ukraïna (« L'Ukraine n'est pas encore morte »), sur un texte de Pavlo Tchoubynsky (1863), adopté en 1917 par la nouvelle République populaire ukrainienne,.
Mykhailo Verbytsky meurt le 7 décembre 1870 à Młyny.